# Müllendorfer Mühle
Die Müllendorfer Mühle war eine Wassermühle mit einem unterschlächtigen Wasserrad an der Wurm in der Stadt Geilenkirchen im nordrhein-westfälischen Kreis Heinsberg im Regierungsbezirk Köln.

## Geographie
Die Müllendorfer Mühle hatte ihren Standort an der linken Seite der Wurm, an der Mühlenstraße, im Geilenkirchener Stadtteil Müllendorf. Das Grundstück, auf dem das Mühlengebäude stand, hat eine Höhe von ca. 61 m über NN. Oberhalb hatte die Süggerather Mühle ihren Standort, unterhalb standen die Randerather Ölmühle und die Bommers Mühle in Randerath.

## Gewässer
Die Wurm versorgte auf einer Flusslänge von 53 km zahlreiche Mühlen mit Wasser. Die Quelle der Wurm liegt südlich von Aachen bei 265 m über NN, die Mündung in die Rur ist bei der Ortschaft Kempen in der Stadt Heinsberg bei 32 m über NN. 

## Geschichte
Die erste urkundliche Erwähnung des Ortes Müllendorf geht auf das Jahr 1510 zurück und lautet Moellendorp. Uneinig ist man, ob der Ort nach der Mühle benannt wurde, oder das Dorf am Mühlenbach gemeint war. Die Mühle war neben dem Lehnshof das einzige Gebäude der Herren von Randerath. Im 17. Jahrhundert waren das Schloss Leerodt, der Lehnshof und die Mühle in der Hand der Herren von Leerodt, die als Gefolgsleute des Herzogs von Jülich waren. Nach dem Tod des letzten Herren von Leerodt wurde die Mühle 1869 in Privathand gegeben. Das unterschlächtige Wasserrad trieb eine Mahlmühle an, die zuletzt mit Elektroantrieb bis 1965 betrieben wurde. Von der Mühle ist nur noch ein Pfeiler des Eingangstores erhalten geblieben.

## Galerie

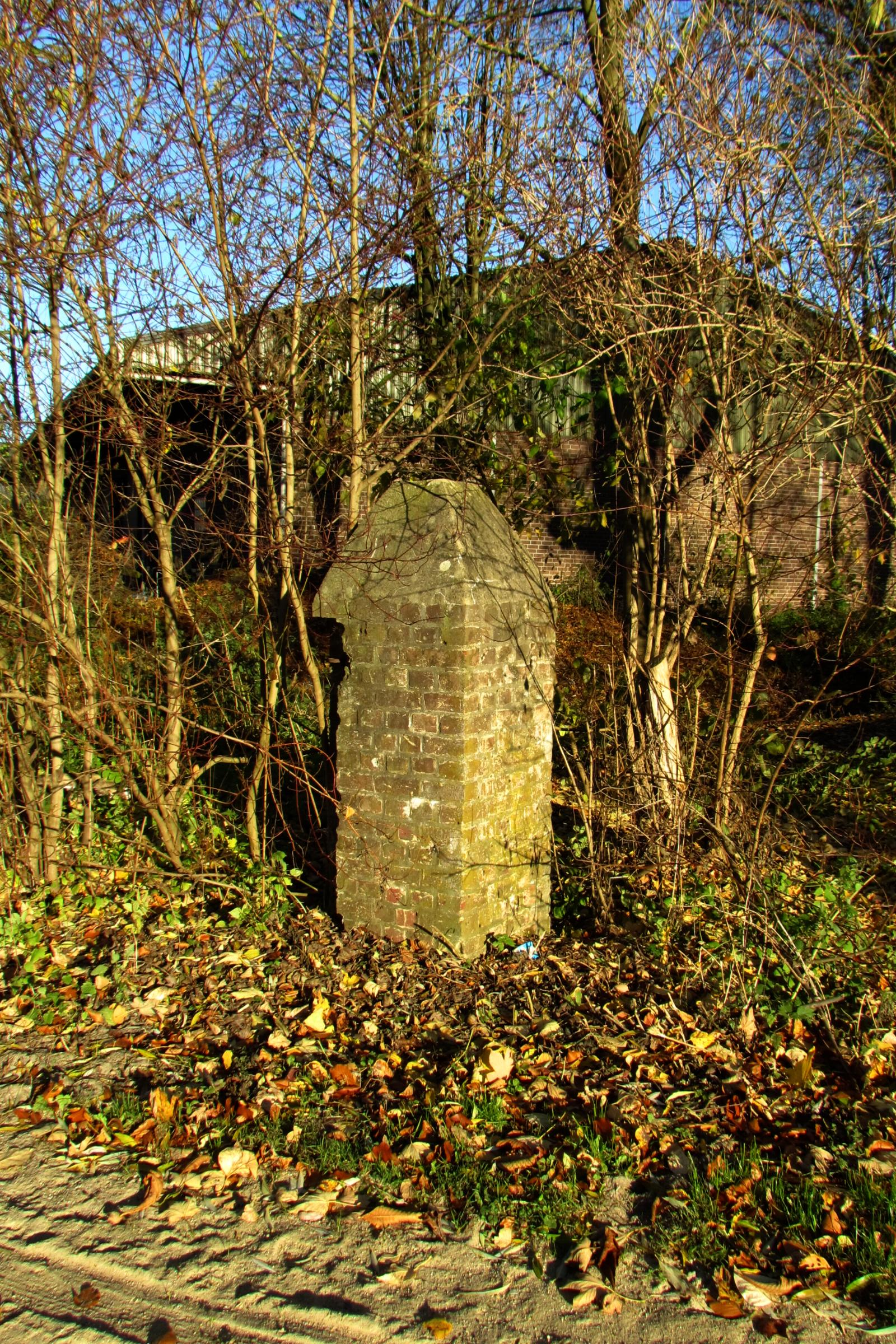
Dieser Pfeiler ist der Rest der Mühlenanlage
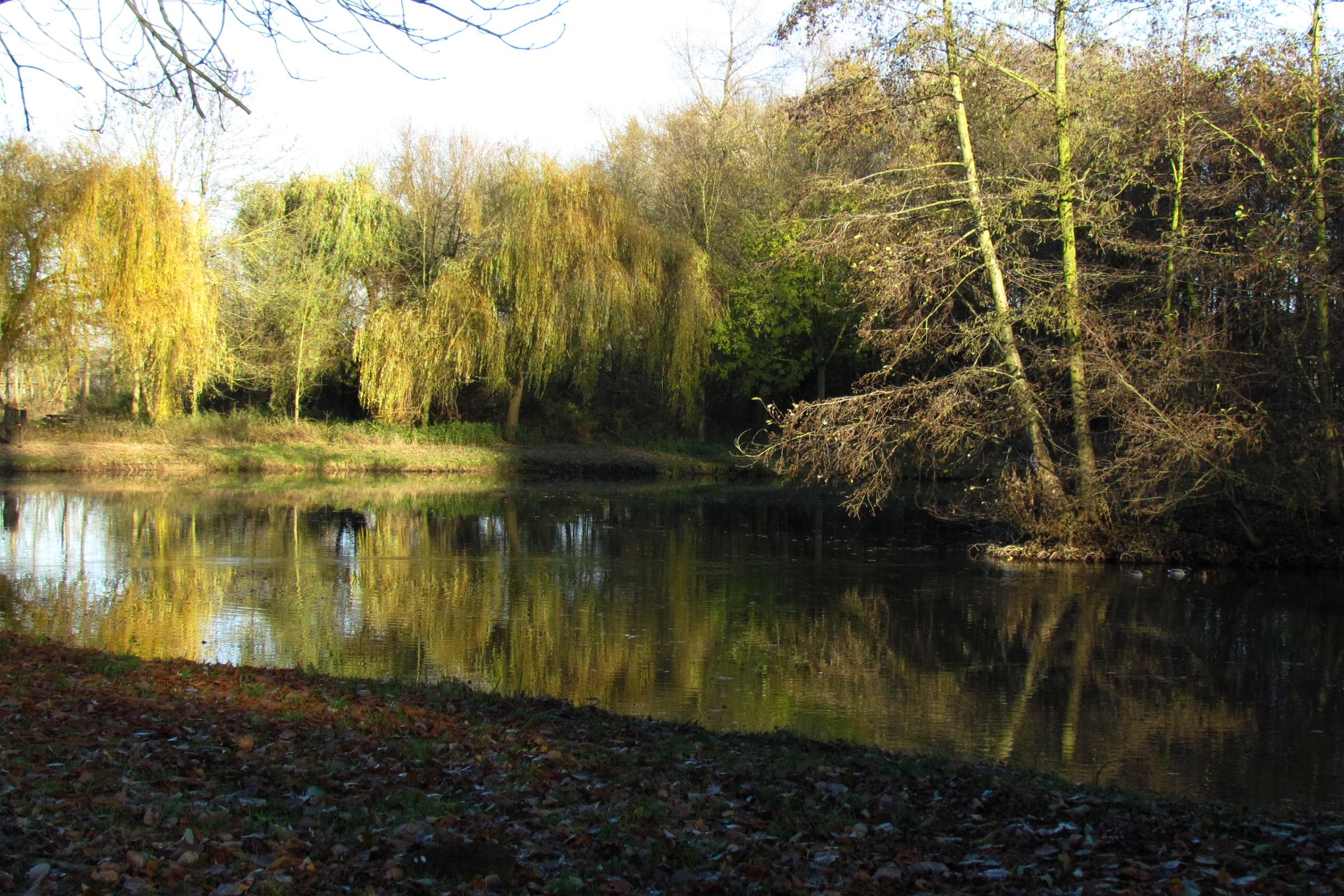
Heutiger Teich in der Nähe der ehemaligen Mühle
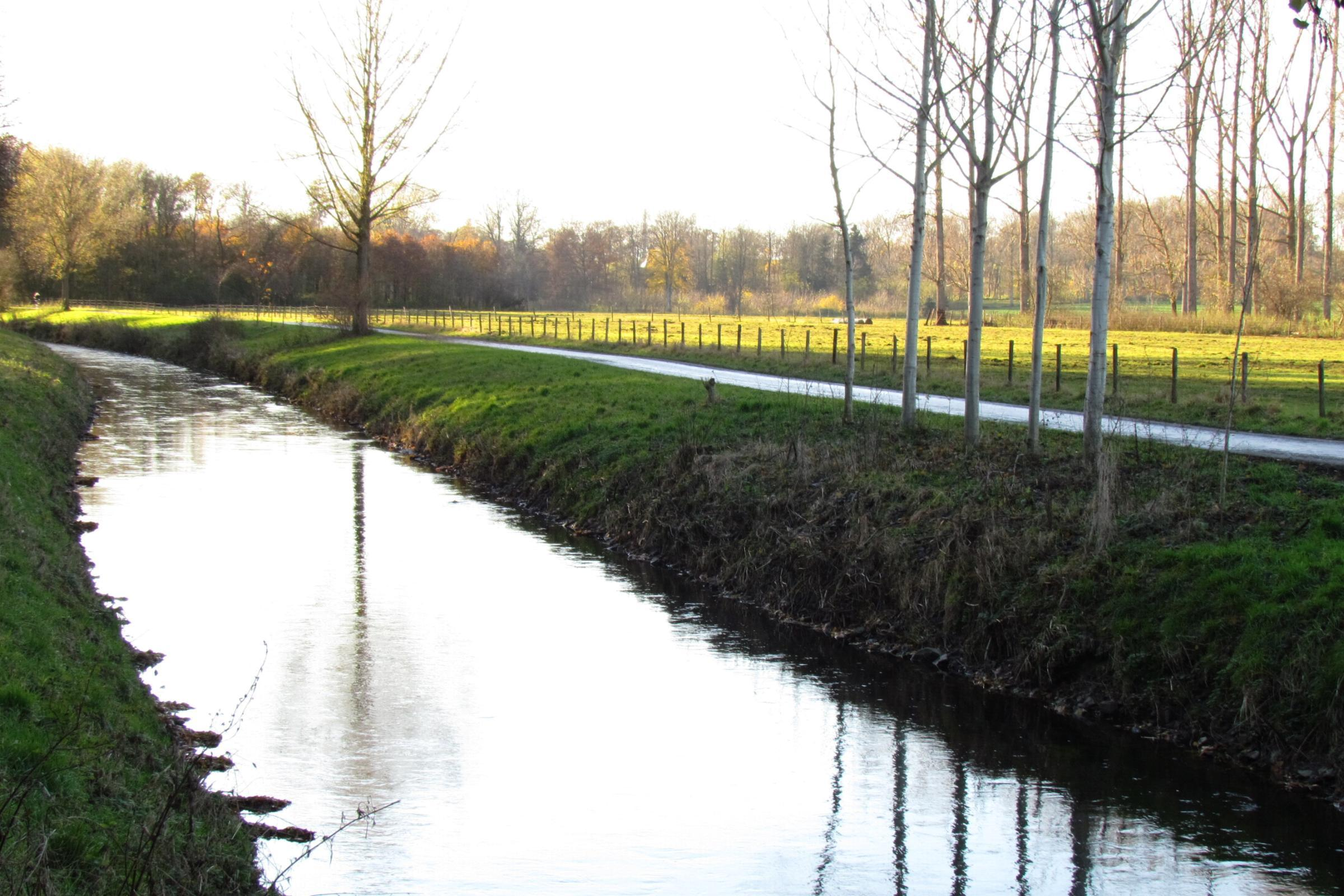
Die Wurm in der Nähe von Müllendorf
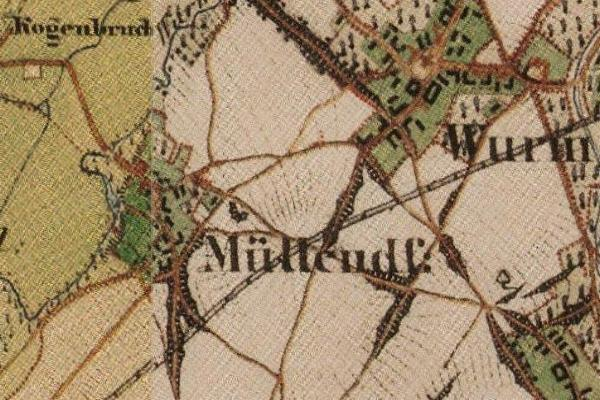
Müllendorf auf der Uraufnahme von 1846
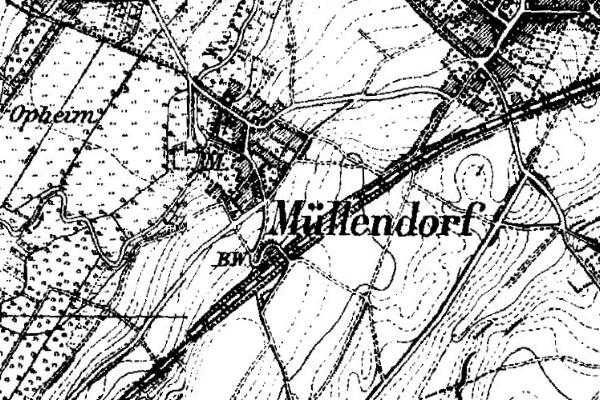
Die Müllendorfer Mühle auf der Neuaufnahme von 1892
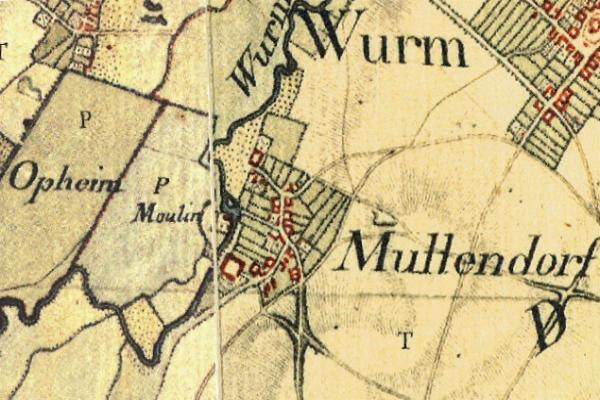
Die Müllendorfer Mühle auf der Tranchotkarte 1805/1807

→ Siehe auch Liste der Mühlen an der Wurm